# Lasioglossum cupreicolle
Lasioglossum cupreicolle är en biart som först beskrevs av Heinrich Friese 1917.  Lasioglossum cupreicolle ingår i släktet smalbin, och familjen vägbin. Inga underarter finns listade i Catalogue of Life.